# Galmei

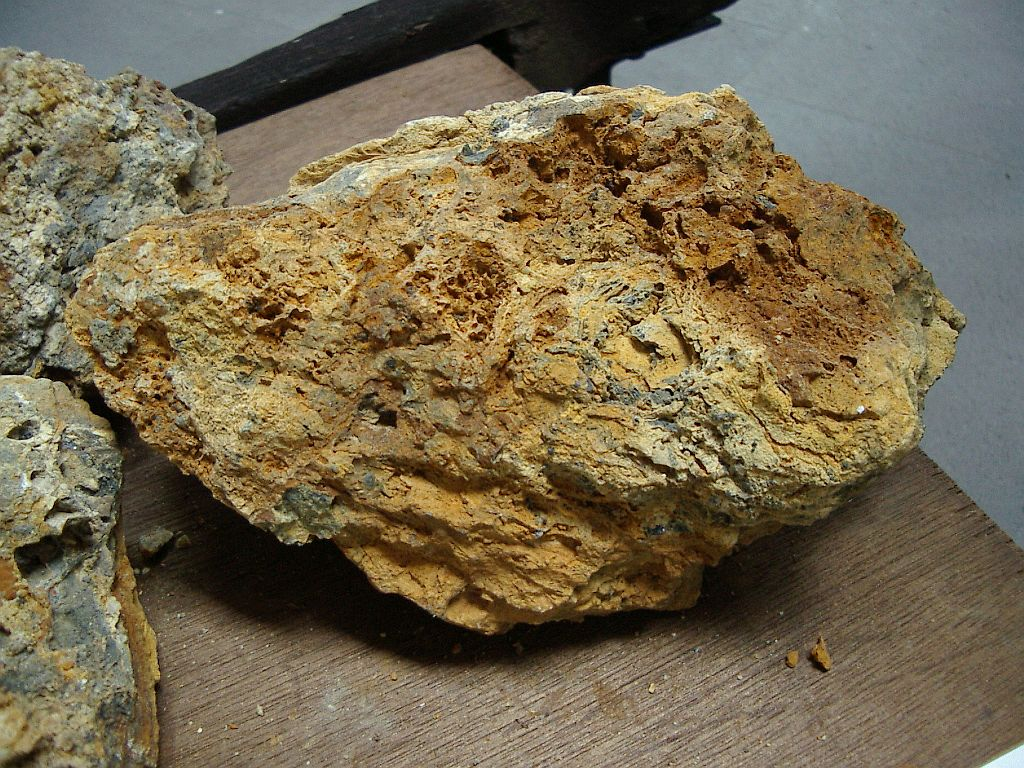
Galmei

Galmei ist eine mineralogisch heute historische, weil nicht eindeutige Bezeichnung für Mineralgemenge von verschiedenen schwefelfreien Zinkerzen (insbesondere Zinkcarbonat  mit/oder Zinksilikat), im Wesentlichen unterscheidet man carbonatischen Galmei wie Smithsonit (Zinkspat) und silikatischen Galmei wie Hemimorphit (Zinksilikat).

## Geschichte
Der Name Galmeistein (lateinisch Lapis calaminaris) bzw. Galmei (früher auch Galmey) und Kalemin (mittelhochdeutsch auch kalemīn) wurde aus Lapislazuli calaminaris, einer lateinischen Korruption des griechischen καδμία Cadmia abgeleitet, was der gemeinschaftliche Name für Zink-Erze jeglicher Art war. Man unterschied zudem Cadmia lota und Cadmia usta (gebrannter Galmei, Zinkkalk, Zinkoxid). Im 18. und 19. Jahrhundert gab es unter anderem mit der Erzgrube Breinigerberg bei Stolberg, mit der Scharley-Grube (Georg von Giesches Erben) im oberschlesischen Deutsch-Piekar (1811), und den Zinkgruben Altenberg der Vieille Montagne  in Neutral-Moresnet große Galmei-Zinkerz-Minen. Der Reichtum und die Größe von Iserlohn, bis zum vorletzten Jahrhundert größer als Dortmund, gründete auf den Galmeivorkommen und deren Abbau. Die Lager waren bis zu 40 Meter mächtig.
Im frühen 19. Jahrhundert wurde entdeckt, dass das als Galmei bezeichnete Erz eigentlich aus zwei verschiedenen, oft zusammen auftretenden Zinkmineralen besteht:
- Zinkcarbonat – Zn[CO3] bzw. Smithsonit und
- Zinksilikat – Zn4[(OH)2|Si2O7]·H2O bzw. Hemimorphit, oder Kieselzinkerz H2Zn2SiO5, vielleicht auch Zinkblüte (Hydrozinkit, Zn5[(OH)3|CO3]2[5]).[6]

Der Galmei war seit der Antike bis ins 18. Jahrhundert von hoher Bedeutung für die Herstellung von Messing, da metallisches Zink in der Natur nicht vorkommt und keine Technik bekannt war, es zu produzieren.
Der Name der belgischen Gemeinde Kelmis, französisch La Calamine, leitet sich von Galmei ab. An dieser Lagerstätte gab es überwiegend silikatisches Galmei, also Kieselzinkerz, Hemimorphit, das in dieser Gegend als Kelms oder Kelmes bekannt ist und seit dem frühen Mittelalter dort abgebaut wurde.
In der Heilkunde fand Galmei wegen seiner austrocknenden Wirkung Anwendung.

## Chemie
Obwohl chemisch und kristallographisch ziemlich verschieden, weisen die beiden Minerale ähnliche äußere Form auf und sind ohne detaillierte chemische oder physikalische Analyse nicht leicht zu unterscheiden. Der britische Chemiker und Mineraloge James Smithson war 1803 der erste, der die Minerale trennen konnte. Historisch wurde der Begriff Galmei in der Bergbauindustrie wahllos für beide Minerale verwendet. In der Mineralogie ist Galmei heute keine offizielle Bezeichnung mehr.
Galmei entsteht überwiegend durch Metasomatose vorhandener Zinkerzlager. Durch Verwitterung kann Galmei auch als sogenannter Erdgalmei, als erdige Masse (Mulm) vorkommen. Für die Legierung von Messing kann Galmei so direkt mit Kupfer aufgeschmolzen werden, eine vorherige Fraktion des Zinkes aus dem Galmei oder auch nur ein Mahlen ist nicht erforderlich.

## Ökologie
Auf schwermetallhaltigen Böden wächst die Galmeivegetation, mit einem hohen Anteil an Galmeipflanzen.